# 최원영 (야구 선수)
최원영(2003년 7월 18일 ~ )은 KBO 리그 LG 트윈스의 외야수이다. 

## LG 트윈스시절
2022년 2차 6라운드로 LG 트윈스에 입단하였다.

### 2024 시즌
5월 1일 육성선수에서 정식선수로 신분이 전환되어 1군 엔트리에 등록되며 그날 창원 NC 다이노스전에 8회초 박해민의 대타로 출전해 데뷔 첫 안타와 타점을 동시에 기록하였다.
5월 2일 홍창기의 대주자로 출전해 데뷔 첫 도루를 기록하였다.

## 출신 학교
- 사직중학교
- 부산고등학교